# Гиура, Дерог
Дерог Гиура (англ. Derog Gioura; 1 сентября 1932 — 25 сентября 2008) — науруанский политический деятель. После смерти 9 марта 2003 года действующего президента Бернарда Довийого стал с 10 марта исполняющим обязанности президента, а 20 марта избран на пост президента. В конце марта госпитализирован с инфарктом сразу после окончания празднований в связи с его избранием президентом. Правил до 29 мая 2003 года, пока не был смещён с должности и заменён на Людвига Скотти.

## Политическая карьера
Дерог Гиура, как и Кеннана Аданга, являлись соперниками при отборе кандидатов на пост депутата в парламент Науру от избирательного округа Убенид. Только с 1980 года они входили в парламент одновременно и постоянно переизбирались. На протяжении четырёх лет, с 1988 года Гиура занимал пост спикера парламента.
Гиура занимал должность помощника президента при Кеннане Аданга в 1986 году, Бернарде Довийого с 2000 по 2001 год и в 2003 году, Рене Харрисе с 2003 по 2004 год. В 2003 году пост президента переходил из рук в руки 6 раз, в связи с чем важной задачей Гиура было предотвратить вынесение вотума недоверия президенту Довийого в виду плохого здоровья. В 2003 году, после смерти Бернарда Довийого, Гиура занял пост президента Науру на временной основе.
Во время своего краткого президентства Дерог часто отсутствовал в стране из-за опасений за своё здоровье. Он получал медицинские услуги в Австралии.